# Pseudolimnophila (Pseudolimnophila) contempta
Pseudolimnophila (Pseudolimnophila) contempta is een tweevleugelige uit de familie steltmuggen (Limoniidae). De soort komt voor in het Nearctisch gebied.